# Bitschwiller-lès-Thann
Bitschwiller-lès-Thann település Franciaországban, Haut-Rhin megyében. Lakosainak száma 1995 fő (2022. január 1.). Bitschwiller-lès-Thann Willer-sur-Thur, Moosch, Bourbach-le-Haut, Rammersmatt, Thann, Steinbach és Uffholtz községekkel határos.

## Népesség
A település népességének változása:
| Lakosok száma | 1988 | 1981 | 1997 | 1960 | 1974 | 1988 | 2002 | 1998 | 1995 |
|               | 2013 | 2015 | 2016 | 2017 | 2018 | 2019 | 2020 | 2021 | 2022 |